# ميتشيل برنتيس
ميتشيل برنتيس (بالإنجليزية: Mitchell Prentice)‏ هو لاعب كرة قدم أسترالي في مركز الوسط، ولد في 2 مارس 1983 في ولونغونغ في أستراليا. لعب مع سيدني إف سي وماركوني ستاليونز ونادي أوليسيس ونادي برث غلوري ونادي ستيرلينغ ألبيون.

## وصلات خارجية
- ميتشيل برنتيس على موقع قاعدة بيانات كرة القدم.إي يو (الإنجليزية)